# Louis de Beaufront
Louis de Beaufront [lwi də bofʁɔ̃] (nome verdadeiro Louis Chevreux) (3 de outubro de 1855 - 8 de fevereiro de 1935) foi um dos fundadores do idioma Ido e propagador mais importante do movimento idista. Beaufront foi inicialmente um apaixonado defensor do esperanto e foi um dos principais responsáveis pela difusão na Europa Ocidental, assim como um dos primeiro franceses a ter o esperanto como língua secundária.
Beaufront descobriu o esperanto pela primeira vez em 1888 e 1889, fundando a Société Pour la Propagation de l'Espéranto (SPPE). Em 1900 escreveu Commentaire sur la grammaire espéranto.
Ele foi eleito para representar o Esperanto sem modificação para o Comissão da Delegação para a adoção de uma língua internacional, participando de reuniões do Comitê de Delegação, em outubro de 1907.Embora ostensivamente representou o Esperanto perante a comissão, era secretamente o segundo autor com Louis Couturat do projeto ido, o qual impressionou o Comitê da delegação e levou à reforma do Esperanto pelo Comité Permanente da Comissão. As cartas mantidas no Departamento do Museu de Línguas Planejadas e Esperanto em Viena mostra que ele negou qualquer co-autoria.
Mas a maior contribuição de Beaufront com o Ido foi a criação do livro Kompleta Gramatiko Detaloza, publicado em 1925.
Louis de Beaufron dizia-se ser um Marquês, e também que sua avó era inglesa, mas não há nenhuma evidência de tais alegações.
Aparece como um personagem do romance de Joseph Skibell, A Curable Romantic, publicada em 2010.